# Tadeo Jones (curtmetratge)
Tadeo Jones és un curtmetratge de animació espanyol de 2004 dirigit per Enrique Gato. Narra la història de Tadeo, un aventurer que s'introdueix en una piràmide on troba a una família de mòmies que tracten d'entorpir la seva missió. El projecte va néixer quan el director va voler fer un curtmetratge que contingués major acció i humor que els seus anteriors projectes; per això va decidir realitzar una paròdia del gènere d'aventures la figura de les quals més representativa és Indiana Jones. La història conté majoritàriament elements de la pel·lícula A la recerca de l'arca perduda. La sinopsi, en paraules del director, és: «Tadeo és un aventurer una mica insensat i cabezota que explorarà una mil·lenària piràmide i es toparà amb una moderna família de mòmies». La pel·lícula va obtenir 65 premis, entre ells un Goya, i va donar peu al fet que es realitzés dos anys després una seqüela anomenada Tadeo Jones y el sótano maldito, dues historietes anomenades Tadeo Jones y el secreto de Toaclum i Tadeo Jones en el Rally París-Paká i un llargmetratge anomenat Les aventures de Tadeu Jones protagonitzat pel personatge estrenat en 2012.

## Argument
Tadeo Jones es troba en un laberint dins d'una piràmide buscant la sortida, i aconsegueix accedir a una sala on troba una estàtua a la que ha de tirar una moneda d'euro per a activar el mecanisme. En comptes d'això, utilitza una navalla, i aconsegueix passar. En la següent sala descobreix que girant una manovella aconsegueix obrir la porta que porta al tresor, però si la deixa de moure es tanca bruscament. El que no sap és que també obre els sarcòfags d'una família de mòmies. El bebè surt del seu a la recerca de la seva joguina, que està al costat del tresor. Més tard, surt el seu pare, que comença a preparar el desdejuni. Quan agafarà el tresor, Tadeo veu al bebè llevant-li la joguina, per la qual cosa solta la manovella bruscament i el so de la porta fa que li descobreixi el pare. Tadeo fuig però es troba amb un riu de lava que li impedeix passar. Seguint les indicacions del seu llibre-guia fa un «salt de fe», deixant-se caure al mateix temps que apareix un pont on la mare-mòmia té una botiga de records. Tadeo els roba i continua fugint dels tres però aconsegueix entrar en un tren, encara que sense la roba, que la hi ha llevat el pare d'una tirada. Al tren veu sis nens que se'n riuen d'ell, també amb records. Al final es descobreix que en realitat és tot una atracció de fira anomenada "Terror en la cripta".

## Personatges

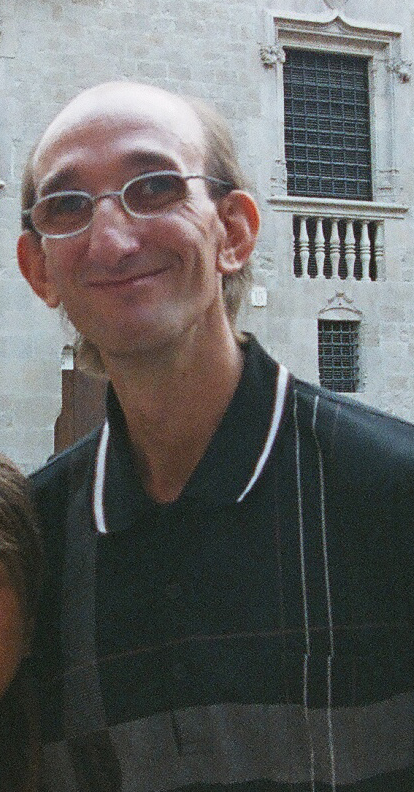
El nas allargat i la gran boca del personatge de Tadeo Jones es basen en el personatge de Mortadel·lo. En la imatge s'observa a Benito Pocino qui va interpretar al personatge en la pel·lícula Mortadel·lo i Filemó.

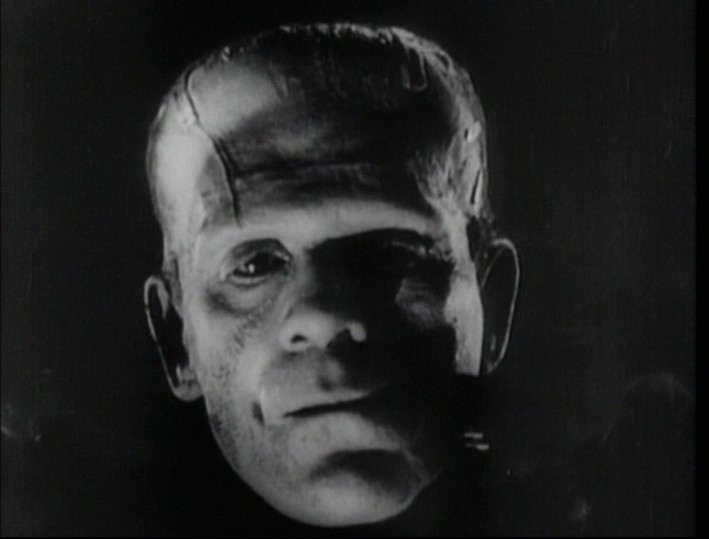
El front, mandíbula i ulls del pare de la família mòmia es basen en el personatge Víctor Frankenstein. En la imatge s'observa a Boris Karloff caracteritzat com el personatge al tràiler de la pel·lícula La núvia de Frankenstein.

El protagonista és Tadeo Jones, un obrer de la construcció i aventurer val·lisoletà amb facilitat per a ficar-se en embolics, que viu en Chicago, Estats Units. La figura s'inspira principalment en Indiana Jones, com es pot veure en el seu barret i l'esquema de la seva camisa de color clar i els seus pantalons foscos. No obstant això, se li dona un aire de boy scout per a simbolitzar la seva mentalitat infantil, com és amb l'ús d'una motxilla. Les seves extremitats desproporcionades són heretades de Mickey Mouse, encara que el rostre allargat, els seus ulls i el seu gran nas i boca es basen en Mortadel·lo. A l'hora d'animar al personatge, es van fer sobre la base d'una mateixa forma geomètrica tres models del persona, un amb tota la vestimenta, un altre sense barret i camisa i l'últim només amb les botes i els calçotets.
La família de mòmies la compon el pare, que és el cap d'aquesta, qui està molest perquè Tadeo trenca la tranquil·litat familiar. Conté detalls clàssics i la manera d'actuar d'una família reial egípcia, no obstant això, el seu front, mandíbula i ulls recorden Víctor Frankenstein; la mare, que és la cuidadora de la família amb un petit negoci familiar, una botiga de records, i les seves influències procedeixen del personatge Lara Croft; i el bebè, que, es converteix en el principal enemic, encara que oculti la seva maldat amb el seu rostre angelical, i la seva major influència procedeix del bebè de Qui ha enredat en Roger Rabbit?. Tanmateix, els seus ulls procedeixen de Dash d′Els increïbles. L'animació de les mòmies va ser diferent de la del protagonista, com en les benes, que es van crear amb textures de desplaçament. El primer a ser animat va ser el bebè, més tard es va fer al pare i finalment a la mare, que es va basar en l'esbós de l'anterior.
També apareixen al final de la pel·lícula sis nens amb roba d'explorador que han participat en l'atracció. Els creadors no li van donar molta importància en aparèixer en pantalla escassos segons, per la qual cosa van realitzar només a un que va ser copiat sis vegades, i només es van modificar les vestimentes.

## Producció

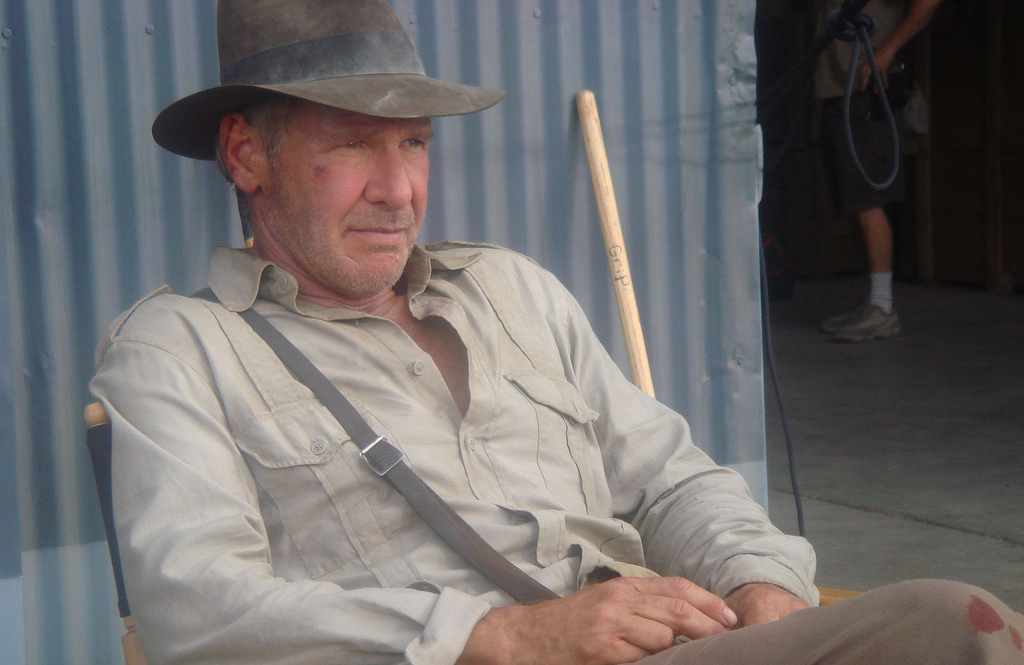
El director buscava donar-li a la seva obra un toc amb més humor i acció, pel va crear a un personatge que parodiés a Indiana Jones. El barret i l'esquema de la camisa de color clar i els seus pantalons foscos de Tadeo Jones es basen en el personatge. En la imatge s'observa a Harrison Ford caracteritzat com Indiana Jones durant el rodatge de Indiana Jones i el regne de la calavera de cristall.

La creació del personatge de Tadeo Jones es va produir quan, en 2001, Enrique Gato buscava donar-li a la seva obra un toc major d'humor i acció que els seus anteriors treballs, ja que havia notat en Bestiola —altra curta seu— moviments molt estàtics, per la qual cosa va optar per parodiar a Indiana Jones. No obstant això, el projecte no començaria fins a dos anys després quan va començar a redactar el guió que li serviria per a portar-lo a la pantalla gran. Després d'això va començar les negociacions amb La Festa produccions al setembre de 2003, amb qui ja havia treballat en la realització del curtmetratge Superlópez, realitzant-se des d'aquesta data fins a octubre del mateix any diferents versions del guió, fent-se un total de quatre. Al principi ho va redactar com una sàtira de la pel·lícula A la recerca de l'arca perduda i va decidir posar referències a altres pel·lícules de Indiana Jones i altres personatges, encara que bé és cert que en la seva major part procedeixen de la pel·lícula de Steven Spielberg.
La preproducció va durar 15 dies i va consistir en la realització del guió gràfic, que va ser bastant sintètic. El procés de documentació sobre l'arquitectura i l'art de l'antic Egipte, segons va comentar Gato, no va ser complicat en existir bastant informació sobre aquest tema, si bé no es va fer molt rigorosament, en tractar-se d'una paròdia ambientada en l'època contemporània. Per a la realització dels esbossos dels objectes, Gat va comptar amb Juan Jesús García Galocha, David Ordieres i Pedro Solís, els qui els van fer en 3D. Els elements d' attrezzo els va fer David Ordieres. Gato només va exigir a aquest grup que fossin el més fidels possibles als seus esbossos, ja que si no podrien provocar errors bastant greus a l'hora d'animar-los.
La postproducció de la imatge va consistir a realitzar una imatge del model en un format de 1720 x 390 píxels per a després passar-ho a l'habitual del cinema que és 2048 x 1108 píxels a través d'un procés anomenat renderització. No obstant això, un dels problemes davant els quals es van trobar és que es notaven diversos errors en les textures, per la qual cosa es va haver d'ajustar la grandària de cadascun dels objectes i personatges amb el programa 3ds Max.
El procés d'animació es va dividir en tres etapes que van ser realitzades per Gato, qui havia realitzat aquesta funció amb Pyro Studios a Commandos i Praetorians. En la primera es van marcar les poses dels personatges i l'animació bàsica, en la segona es van polir els aspectes corporals i en l'última es va fer una animació facial. Anar d'allò més bàsic i d'aquí anar ampliant va permetre que aquest procés durés menys del que esperaven els realitzadors. El procés de postproducció va consistir a ajustar els colors de la imatge, augmentar el [[Contrast (visió)|contrast]] i ajustar la saturació per a realitzar una forma de dibuix animat.
El so es va fer també en tres etapes. En la primera, Kiku Vidal es va encarregar de l'enregistrament dels efectes de sala, sincronitzant-los amb els moviments de Tadeo i els seus complements. En la següent, Carlos Faruolo es va encarregar del so dels aspectes externs al personatge. I, en l'última, es va donar veu als personatges que, encara que no parlen, sí que fan exclamacions i murmuris. David García ho va fer amb els homes i Blanca Rada amb les dones. La música va ser realitzada per Zacarías Martínez de la Riva.

## Recepció

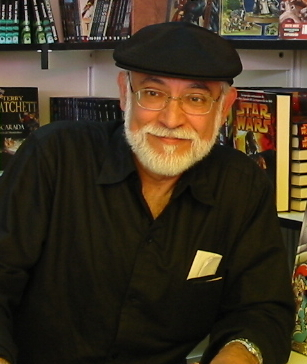
La productora li va proposar en 2008 a l'historietista Jan la realització de dos còmics (Tadeo Jones y el secreto de Toaclum y Tadeo Jones en el Rally París-Paká), que van servir com guions gràfics per al llargmetratge protagonitzat per Tadeo. En la imatge s'observa a Jan signant uns àlbums de Superlópez en la Fira del Llibre de Madrid l'any 2006.

Per a la presentació als festivals de cinema, Enrique Gato va decidir recórrer a una distribuïdora professional de curtmetratges espanyola, Lolita Peliculitas Artes Visuales, en resultar-li massa treballós enviar cartes per a participar en els festivals i no sortir-li a un preu molt alt. La pel·lícula es va estrenar el 4 de novembre de 2004 al festival Alcine 34 d'Alcalá de Henares i poc després es va projectar en el Festival de Curts d'Aguilar de Campoo, on va collir el primer dels 65 premis que va aconseguir el curt, entre els quals destaca el Premi Goya obtingut a la seva vintena edició. Es va convertir en el curtmetratge d'animació espanyol més premiat de la història, i seria preseleccionat per a ser nominat als Premis Oscar, sense arribar a ser un dels cinc finalistes.
En paraules de Hilario Jesús Rodríguez, es tracta d'un bon curtmetratge en 3D, però que té un guió massa previsible, mentre que Marta Martín Núñez diu que es tracta d'un lluïment de les últimes tecnologies on el que menys importa és la història. Ella també afirma que amb aquest personatge Enrique Gato critica que, malgrat saber que la seva experiència és falsa, Tadeo la viu com si es tractés d'una cosa veritable, l'engany es mostra en diverses parts del curtmetratge: les fotografies a Tadeo a la botiga de records, una cambra fotografiant-lo amb el trofeu i que aquest últim sigui, en realitat, una xocolatina. Els autors del llibre Body Language: Advanced 3D Character Rigging afirmen que tant Tadeo com els personatges dels dos curtmetratges són un bon exemple d'animació avançada.
El seu pressupost va ascendir als 43.000 euros, encara que es desconeix si la seva productora va obtenir beneficis o pèrdues, ja que, malgrat que la majoria dels curtmetratges espanyols no són rendibles, el gran nombre de premis en festivals (únic mitjà pel qual els curtmetratges aconsegueixen ingressos) que va aconseguir va poder fer que obtingués guanys.

## Productes derivats del curtmetratge
Dos anys després es va estrenar la seva seqüela, Tadeo Jones y el sótano maldito, realitzada pel mateix director i que tornaria a aconseguir el Goya. Nicolás Matji va proposar en 2008 a Jan la realització de dues historietes per a promocionar el llargmetratge protagonitzat per Tadeo Jones, dirigit pel mateix Gato, i que s'estrenaria en 2012. La primeraes va dir Tadeo Jones y el secreto de Toaclum, que fou comercialitzada junt amb un DVD on s'inclouen ambdós curts, la segona va rebre el títol de Tadeo Jones en el Rally París-Paká. Totes dues historietes van tenir èxit en vendes. Aquestes dues historietes van servir com guions gràfics per a la realització del llargmetratge. Gato va intentar portar al personatge al terreny dels videojocs, però requeria de certs elements tècnics dels quals no disposava.
Al llargmetratge es va estrenar el 31 d'agost de 2012 a Espanya amb bastant èxit, a més té acords de distribució amb Rússia, Regne Unit, Alemanya, França, Itàlia, Països Baixos, Llatinoamèrica i la Xina, en aquest últim es va convertir en la primera pel·lícula amb estrena massiva (una cosa limitada a certes pel·lícules per llei).